# Leopoldo de Chazal
Leopoldo de Chazal (Provincia di Tucumán, 8 maggio 1975) è un ex rugbista a 15 argentino, in carriera attivo nel ruolo di pilone e 4 volte internazionale per l'Argentina.

## Biografia
Leopoldo nasce nella Provincia di Tucumán in Argentina. Giocatore dell'Universitario Rugby Club, disputa il campionato argentino con l'Unión de Rugby de Tucumán.
Nel 2001 prende parte al Campionato panamericano con l'Argentina, facendo il suo esordio internazionale il 19 maggio a Kingston, nella partita d'apertura contro l'Uruguay, terminata 37-27 in favore dei Pumas. Disputa due partite delle tre totali, vincendo il torneo con la Nazionale argentina per la quarta volta in quattro edizioni. Nel 2004 viene nuovamente convocato in Nazionale per il match contro il Sudafrica in tour: la partita, giocata a Buenos Aires davanti a 28.000 spettatori, termina 7-39 in favore degli Springboks. L'ultima apparizione internazionale avviene il 5 maggio 2005, a Buenos Aires, contro la Nazionale cilena, in una partita del Campionato sudamericano. La squadra di casa si aggiudica il match, che vede protagonista de Chazal autore di una meta.
In tale occasione la Nazionale argentina si presentò con una selezione federale chiamata Provincias Argentinas, di fatto la Nazionale C.

## Palmarès
- Campionati sudamericani: 1
Argentina: 2005
- Campionato panamericano di rugby: 1
Provincias Argentinas: 2001